# Lebenswende
Die Lebenswende (auch Segensfeier) ist ein kirchliches Angebot für Jugendliche ohne Konfession, die ihren Übergang zum Erwachsenenleben feiern wollen, für die jedoch die Teilnahme an der Jugendweihe nicht in Frage kommt. Die christlichen Kirchen begegnen damit einem Bedürfnis von kirchenfernen Menschen nach neuen Ritualen, wie sie diese auch schon in Segnungsfeiern für Paare, für neugeborene Kinder oder für Beisetzungen Konfessionsloser anbieten. Es sind Feiern am Übergang eines Lebensweges.
Ihren Ursprung findet diese Feier im Jahr 1999 im Bistum Erfurt. Dort wurde diese Idee von dem damaligen Dompfarrer und jetzigen Weihbischof des Bistums Erfurt Reinhard Hauke etabliert. Mittlerweile gibt es derartige Feiern auch in anderen ostdeutschen Städten wie z. B. Magdeburg und Halle, wo diese Feiern zum Teil in ökumenischer Verantwortung stattfinden und wo für die Vorbereitung der Jugendlichen aufgrund der großen Nachfrage bereits eine eigene Mitarbeiterstelle geschaffen wurde.
Es gibt bei einer solchen Segensfeier vorbereitende Treffen mit thematischen Inhalten, die deutlich das Leben der Jugendlichen und auch den Übergang von Kind zum Erwachsenen thematisieren, wie z. B. Freundschaft, Träume, Verantwortung etc. Diese werden spielerisch und durch Gespräche über mehrere Monate behandelt. In manchen Städten gehört die Gestaltung eines Sozialprojekts dazu. Auch die Eltern der Jugendlichen sind auf Wunsch in diese Vorbereitung einbezogen, damit es eine Feier der ganzen Familie werden kann.
Die Zeremonie findet in einer Kirche statt und enthält typischerweise eine Begrüßung, eine Ansprache und eine Segensbitte des Leiters oder der Leiterin der Feier – es muss kein Priester oder Diakon sein – sowie symbolische Gesten (Zeigen persönlicher Gegenstände, Überreichen von Kerzen oder Blumen an nahestehende Verwandte oder Mitglieder der Pfarrgemeinde), musikalische Darbietungen und kurze Stellungnahmen der Jugendlichen, untermalt von Liturgischer Orgelmusik. Eine Besonderheit der Lebenswendefeier ist, dass sie als Ritualangebot der Kirche an nicht kirchengebundene Menschen traditionelle kirchliche Riten variiert und diese an die Bedürfnisse und Situation konfessionsloser Jugendlicher anpasst. So werden Bitten und Wünsche formuliert, die Fürbitten der christlichen Liturgie vergleichbar sind, aber nicht an Gott gerichtet werden. Es werden – ähnlich den Lesungen aus der Altem und Neuem Testament in der Liturgie – nichtbiblische Texte vorgetragen, die der Frage nach dem Sinn des Lebens nachgehen. Eltern oder nahestehende Verwandte übergeben Blumen als Zeichen der Ermutigung für den weiteren Lebensweg. Selbst ausgesuchte Lieder und selbst gespielte Musikstücke umrahmen die einzelnen Handlungen. Am Ende steht ein feierliches Segensgebet über die Jugendlichen, in dem stellvertretend für sie der Segen Gottes erbeten wird.
Im Unterschied zur Firmung/Konfirmation wird bei der Feier der Lebenswende kein christliches Bekenntnis vorausgesetzt. Jedoch werden Fragen nach Lebenssinn und Religiosität in der Vorbereitung auf die Feier thematisiert. Den Jugendlichen wird die Option offengehalten, ihr Leben in den Horizont des christlichen Glaubens zu stellen.